# بوب بلي ويت
بوب بلي ويت (بالإنجليزية: Bob Blewett)‏ هو لاعب كرة قاعدة أمريكي، ولد في 28 يونيو 1877 في فوند دو لاك في الولايات المتحدة، وتوفي في 17 مارس 1958 في سيدرو-والي في الولايات المتحدة.

## وصلات خارجية
- بوب بلي ويت على موقعبيزبول رفرنس.كوم (الدوري الرئيسي) (الإنجليزية)
- بوب بلي ويت على موقعبيزبول رفرنس.كوم (الدوري الثانوي) (الإنجليزية)